# Тъмната страна
„Тъмната страна“ (на испански: La cara oculta) е испанско-колумбийски филм от 2011 година, психологически трилър на режисьора Андрес Баис по негов сценарий в съавторство с Артуро Инфанте и Атем Краиш.
В центъра на сюжета е ревнива млада жена, която решава да изпита лоялността на приятеля си като се затвори в тайно помещение в къщата, която са наели, но се оказва, че не може да излезе оттам. Главните роли се изпълняват от Ким Гутиерес, Мартина Гарсия, Клара Лаго.